# 알렉산드르 미하일린
알렉산드르 뱌체슬라보비치 미하일린(러시아어: Алекса́ндр Вячесла́вович Миха́йлин, 1979년 8월 18일~)은 러시아의 유도 선수이다. 2012년 하계 올림픽에서 남자 헤비급 은메달을 획득했고, 세계 선수권 대회에서 3회 우승, 유럽 선수권 대회에서 6회 우승을 달성했다.